# Omloop van het Waasland 2009
L'Omloop van het Waasland 2009, quarantacinquesima edizione della corsa, valido come evento dell'UCI Europe Tour 2009 categoria 1.2, si svolse il 15 marzo 2009 su un percorso di 194 km. Fu vinto dal belga Johan Coenen, che terminò la gara in 4h25'01" alla media di 43,92 km/h.
Furono 141 i ciclisti che portarono a termine la gara.

## Ordine d'arrivo (Top 10)
| Pos. | Corridore       | Squadra         | Tempo    |
| ---- | --------------- | --------------- | -------- |
| 1    | Johan Coenen    | Topsport Vl.    | 4h25'01" |
| 2    | Jef Peeters     | An Post         | s.t.     |
| 3    | Dieter Cappelle | Palmans-Cras    | s.t.     |
| 4    | Arjen de Baat   | Van Vliet-EBH   | s.t.     |
| 5    | Michael Blanchy | Revor-Jartazi   | s.t.     |
| 6    | Niko Eeckhout   | An Post         | s.t.     |
| 7    | Denis Flahaut   | Landbouwkrediet | s.t.     |
| 8    | Jos Pronk       | Krolstone       | s.t.     |
| 9    | Boy van Poppel  | Rabobank Cont.  | s.t.     |
| 10   | Klaas Lodewyck  | Topsport Vl.    | s.t.     |